# Estella Agsteribbe
Estella Agsteribbe (ur. 6 kwietnia 1909 w Amsterdamie, zm. 17 września 1943 w KL Auschwitz) – holenderska gimnastyczka sportowa, złota medalistka w wieloboju sportowym na Letnich Igrzyskach Olimpijskich w Amsterdamie w 1928.
Razem z innymi zawodniczkami zdobyła pierwszy kobiecy złoty medal olimpijski w historii Holandii. Agsteribbe była Żydówką, poślubiła Shmuela Blitsa, który ćwiczył z nią w klubie sportowym „Bato” w Amsterdamie. Shmuel zarabiał na życie jako szlifierz diamentów. Pod koniec lipca 1943 zostali aresztowani w Amsterdamie i osadzeni w więzieniu Vught. Około pięć tygodni później zostali przeniesieni do Westerbork. 14 września 1943 pociąg deportacyjny odjechał z Westerbork i dwa dni później dojechał do Auschwitz-Birkenau. Zginęła wkrótce po przyjeździe 17 września 1943 wraz z 6-letnią córką Nanny i 2-letnim synem Alfredem. Jej mąż, Samuel Blits, zginął w Auschwitz 28 kwietnia 1944.